# Pireneitega taishanensis
Pireneitega taishanensis là một loài nhện trong họ Amaurobiidae.
Loài này thuộc chi Pireneitega. Pireneitega taishanensis được miêu tả năm 1990 bởi Jia-Fu Wang et al..